# David Evans
David Ernest Charles Evans (ur. 22 października 1953 w Henley-on-Thames) – brytyjski duchowny rzymskokatolicki, od 2020 biskup pomocniczy Birmingham.

## Życiorys

### Prezbiterat
Święcenia kapłańskie przyjął 29 lipca 1978 i został inkardynowany do archidiecezji Birmingham. Po kilkuletnim stażu wikariuszowskim objął funkcję wychowawcy i wicerektora archidiecezjalnego seminarium. Od 2001 ponownie pracował duszpastersko (m.in. w Stafford i Rednal), a w latach 2006–2007 oraz 2019–2020 był rejonowym wikariuszem biskupim.

### Episkopat
18 marca 2020 papież Franciszek mianował go biskupem pomocniczym archidiecezji Birmingham, ze stolicą tytularną Cuncacestre. Sakry biskupiej udzielił mu w archikatedrze św. Chada w Birmingham 9 października 2020 metropolita Birmingham – arcybiskup Bernard Longley.